# Aéroport d'Aalborg
L'aéroport d'Aalborg (code IATA : AAL • code OACI : EKYT) est un aéroport à la fois civil et militaire, localisé près de la ville de Nørresundby, au Danemark. Il dessert la ville danoise d'Aalborg (à environ 6 km de l'aéroport).

## Situation
| \| 100 km1:7 260 000 \| Aalborg Aarhus Billund Bornholm Copenhague Esbjerg Odense Herning Læsø Midtjyllands Roskilde Sønderborg |
| 100 km1:7 260 000 |

## Statistiques
Pour des raisons techniques, il est temporairement impossible d'afficher le graphique qui aurait dû être présenté ici.

Voir la requête brute et les sources sur Wikidata.

## Compagnies et destinations
| Compagnies                  | Destinations |
| --------------------------- | --- |
| airBaltic                   | En saison : Las Palmas/Gran Canaria                                                                                         |
| Air Greenland               | En saison : Nuuk |
| Atlantic Airways            | En saison : Vágar |
| Braathens Regional Airlines | En saison charter : Antalya, La Canée I.-Daskaloyánnis, Las Palmas/Gran Canaria, Rhodes-Diagoras                            |
| Danish Air Transport        | Copenhague-Kastrup En saison : Rønne-Bornholm                                                                               |
| Eurowings                   | En saison charter : Salzbourg-W. A. Mozart                                                                                  |
| KLM                         | Amsterdam |
| Norwegian Air Shuttle       | Copenhague-Kastrup, Malaga-Costa del Sol En saison : Alicante-Elche, Barcelone-El Prat, Nice-Côte d'Azur, Palma de Majorque |
| Play (compagnie aérienne)   | En saison : Reykjavik-Keflavík                                                                                              |
| Ryanair                     | Kaunas, Londres-Stansted |
| Scandinavian Airlines       | Copenhague-Kastrup, Oslo-Gardermoen En saison : Newark-Liberty, Sälen/Montagnes de Scandinavie                              |
| Sunclass Airlines           | En saison charter : Las Palmas/Gran Canaria, Palma de Majorque, Ténériffe-Sud Reine Sofia                                   |
| SunExpress                  | En saison : Antalya |
| Volotea                     | En saison : Naples-Capodichino                                                                                              |

Édité le 10/02/2020. Actualisé le 03/02/2023.